# Puchar Polski w hokeju na lodzie 2008
Puchar Polski w hokeju na lodzie 2008 – 11. edycja Pucharu Polski w hokeju na lodzie została rozegrana w dniach od 19 sierpnia do 30 grudnia 2008 roku.

## Plan rozgrywek
Rozgrywki składały się w czterech części:
- Pierwsza runda: 19–22 sierpnia 2008
- Druga runda: 26 sierpnia-2 grudnia 2008
- Półfinał: 29 grudnia 2008
- Finał: 30 grudnia 2008

## Pierwsza runda

### Pierwsze mecze
| 19 sierpnia 2008 | ZSME Sosnowiec | – | GKS Katowice | 3:4 (1:2, 2:2, 0:0) |

| 2008 | TKH Toruń | – | Naprzód Janów | (5:0) w.o. |

### Rewanże
| 22 sierpnia 2008 | GKS Katowice | – | ZSME Sosnowiec | 8:2 (3:0, 2:1, 3:1) |

| 2008 | Naprzód Janów | – | TKH Toruń | (0:5) w.o. |

## Druga runda

### Pierwsze mecze
| 26 sierpnia 2008 | GKS Katowice | – | Cracovia | 3:7 (0:1, 2:2, 1:4) |

| 18 listopada 2008 | TKH Nesta Toruń | 4:1 | Wojas Podhale Nowy Targ | Tor-Tor, Toruń |

| | R. Cychowski 31:00 Buril 52:00 Paakkarinen 53:00 P. Bomastek 59:00 | (0:0, 1:0, 3:1) | 46:00 D. Gruszka |  |
| Skład: Jakubowski – Dąbkowski, Buril, Bomastek, Salonen, Dołęga – Cychowski, Kubat, Marmurowicz, Paakkarinen, Koszarek – Koseda, Piotrowski, Jastrzębski, Dzięgiel, Minge – Kuchnicki, Chrzanowski, Wiśniewski Trener: Jarno Tolvanen |                                                                    | Skład:          |                  |  |

### Rewanże
| 28 sierpnia 2008 | Cracovia          | – | GKS Katowice | 2:1 (1:1, 1:0, 0:0) |
| 2 grudnia 2008   | Podhale Nowy Targ | – | TKH Toruń    | 3:1 (1:0, 1:1, 1:0) |

## Turniej finałowy

### Półfinały
| 29 grudnia 2008 | TKH Nesta Toruń | 1:3 | GKS Tychy | Hala Olivia, Gdańsk |

| Godzina: 15:30 | M. Jastrzębski (EQ) 45:51 | (0:1, 0:1, 1:1) | 16:11 (EQ) T. Proszkiewicz 39:11 (EQ) R. Bacul 58:42 (EQ) T. Proszkiewicz | Widzów: 300 Sędzia główny: Meszyński (Bytom) Sędziowie liniowi: Wierucki (Gdańsk) Mądrala (Gdańsk) |
| Godzina: 15:30 | 16 min. kar |                 | 20 min. kar | Widzów: 300 Sędzia główny: Meszyński (Bytom) Sędziowie liniowi: Wierucki (Gdańsk) Mądrala (Gdańsk) |
| Godzina: 15:30 | Skład: M. Plaskiewicz – B. Dąbkowski (2), V. Búřil (2), Z. Kubát (2) – R. Cychowski, P. Koseda – K. Piotrowski, M. Kuchnicki – M. Porębski; P. Bomastek – M. Mravec – J. Dołęga, A. Marmurowicz – S. Salonen (2) – T. Paakkarinen, M. Jastrzębski (4) – T. Koszarek (2) – J. Dzięgiel, M. Wiśniewski – Ł. Chrzanowski (2) – D. Minge |                 | Skład: Sobecki (2); Gonera (2) – Gwiżdż (4), Mejka – Majkowski, Kotlorz – Śmiełowski; Bacul – Jakubik – Paciga, Proszkiewicz – Garbocz – Sarnik (8), Wołkowicz (2) – Bagiński (4) – Woźnica, Maćkowiak – Krzak – Banachewicz | Widzów: 300 Sędzia główny: Meszyński (Bytom) Sędziowie liniowi: Wierucki (Gdańsk) Mądrala (Gdańsk) |

| 29 grudnia 2008 | Energa Stoczniowiec Gdańsk | 4:1 | MKS ComArch Cracovia | Hala Olivia, Gdańsk |

| Godzina: 19:30 | | (2:1, 1:0, 1:0) | | Widzów: 3200 Sędzia główny: Dzięciołowski (Bydgoszcz) Sędziowie liniowi: Moszyński (Toruń) Szachniewicz (Toruń) |
| Godzina: 19:30 | 8 min. kar |                 | 8 min. kar | Widzów: 3200 Sędzia główny: Dzięciołowski (Bydgoszcz) Sędziowie liniowi: Moszyński (Toruń) Szachniewicz (Toruń) |
| Godzina: 19:30 | Skład: P. Odrobny – B. Wróbel – Benasiewicz, Smeja (2)- Kostecki, Rompkowski – Leśniak (2), M. Maciej – Ł. Zachariasz – M. Furo (2), W. Jankowski – J. Rzeszutko – M. Łopuski, P. Skrzypkowski – Hurtaj – M. Strużyk |                 | Skład: Radziszewski – Csorich – Dudas (2), Kłys – Noworyta, Dulęba (2) – Skinnari, Landowski – Wajda, L.Laszkiewicz – Kowalówka – D.Laszkiewicz, Badzo – Pasiut – Radwański, Piotrowski – Rutkowski (2) – Drzewiecki, Vercik (2) – Korzeniowski – Witowski | Widzów: 3200 Sędzia główny: Dzięciołowski (Bydgoszcz) Sędziowie liniowi: Moszyński (Toruń) Szachniewicz (Toruń) |

### Finał
| 30 grudnia 2008 | Energa Stoczniowiec Gdańsk | 0:1 pk. | GKS Tychy | Hala Olivia |

| Szczegóły      | Szczegóły | Szczegóły                 | Szczegóły | Szczegóły    |
| -------------- | --- | ------------------------- | --- | ------------ |
| Godzina: 17:15 | Peter Hurtaj (Pen) | (0:0, 0:0, 0:0, 0:0, 1:3) | (Pen) Robin Bacul (Pen) Tomasz Proszkiewicz (Pen) Piotr Sarnik | Widzów: 3500 |
| Godzina: 17:15 | Skład: Przemysław Odrobny, Bartłomiej Wróbel – Paweł Benasiewicz, Michał Smeja – Kostecki, Mateusz Rompkowski – Bartosz Leśniak, oraz Tobiasz Bigos, Maciej Urbanowicz – Łukasz Zachariasz – Milan Furo, Wojciech Jankowski – Jarosław Rzeszutko – Mikołaj Łopuski, Paweł Skrzypkowski – Peter Hurtaj – Mateusz Strużyk |                           | Skład: Arkadiusz Sobecki, Sebastian Gonera – Artur Gwiżdż, Łukasz Mejka – Krzysztof Majkowski, Michał Kotlorz- Krzysztof Śmiełowski; Robin Bacul – Mariusz Jakubik -Ladislav Paciga, Tomasz Proszkiewicz – Michał Garbocz -Piotr Sarnik, Tomasz Wołkowicz – Adam Bagiński- Michał Woźnica, Tomasz Maćkowiak – Sławomir Krzak – Paweł Banachewicz | Widzów: 3500 |